# PACRGL
PACRGL (англ. Parkin coregulated like) — білок, який кодується однойменним геном, розташованим у людей на 4-й хромосомі. Довжина поліпептидного ланцюга білка становить 248 амінокислот, а молекулярна маса — 27 152.
| 10         |  | 20         |  | 30         |  | 40         |  | 50         |
| ---------- |  | ---------- |  | ---------- |  | ---------- |  | ---------- |
| MQKSEGSGGT |  | QLKNRATGNY |  | DQRTSSSTQL |  | KHRNAVQGSK |  | SSLSTSSPES |
| ARKLHPRPSD |  | KLNPKTINPF |  | GEQSRVPSAF |  | AAIYSKGGIP |  | CRLVHGSVKH |
| RLQWECPPES |  | LSFDPLLITL |  | AEGLRETKHP |  | YTFVSKEGFR |  | ELLLVKGAPE |
| KAIPLLPRLI |  | PVLKAALVHS |  | DDEVFERGLN |  | ALVQLSVVVG |  | PSLNDHLKHL |
| LTSLSKRLMD |  | KKFKEPITSA |  | LQKLEQHGGS |  | GSLSIIKSKI |  | PTYCSICC   |

A: Аланін

C: Цистеїн

D: Аспарагінова кислота

E: Глутамінова кислота

F: Фенілаланін

G: Гліцин

H: Гістидин

I: Ізолейцин

K: Лізин

L: Лейцин

M: Метіонін

N: Аспарагін

P: Пролін

Q: Глутамін

R: Аргінін

S: Серин

T: Треонін

V: Валін

W: Триптофан

Кодований геном білок за функцією належить до фосфопротеїнів. 
Задіяний у таких біологічних процесах, як ацетилювання, альтернативний сплайсинг. 